# Sciara robusta
Sciara robusta är en tvåvingeart som först beskrevs av Walker 1848.  Sciara robusta ingår i släktet Sciara och familjen sorgmyggor.
Artens utbredningsområde är Ontario. Inga underarter finns listade i Catalogue of Life.